# だっこ
だっこ（抱っこ）は、一人の人物をもう一人の人物がかかえ込むように抱きかかえる行為。

## 乳幼児に対するだっこ
乳幼児に対するだっこにはいくつかの種類がある。下記は乳児の授乳姿勢の種類である。
- 縦抱き[1]
- 横抱き（クレードル）[2][1]
- 交差横抱き（クロスクレードル）[2][3]
- 脇抱き（フットボール抱き）[2]
- コリック抱き[4]

乳幼児（赤ちゃん）を抱っこしている人が静止している時より、歩いている時の方が赤ちゃんが落ち着き、泣き止むことが多い。こうした現象は、他の哺乳動物が幼獣を咥えて動く場合にも観察されている。理化学研究所の研究チームはこれを「輸送反応」と名付け、脳科学面のメカニズムを研究している。